# Vlag van Estland
De vlag van Estland bestaat uit drie gelijke horizontale banden, met bovenaan een blauwe, daaronder een zwarte, en onderaan een witte band. Wanneer de vlag verticaal gehangen wordt, moet de blauwe baan links.

## Symboliek
De oorspronkelijke interpretatie van de kleuren was de volgende:
- Blauw staat voor de lucht, de meren en de zee van Estland, en symboliseert de nationalistische ideeën van het land;
- Zwart is de kleur van de aarde van het thuisland;
- Wit staat voor het streven van de bevolking naar geluk en licht.

## Ontwerp
De vlag is een driekleur met drie even hoge banen en een hoogte-breedteverhouding van 7:11. De minimale afmetingen zijn 105x165 cm. Alleen het ontwerp van de dienst- en oorlogsvlag ter zee is afwijkend: deze toont het wapen van Estland en heeft een zwaluwstaart.
Het blauw in de vlag is 285C in de Pantone-codering; dit is CMYK 91-43-0-0.

## Alternatieven
In 2001 stelde de politicus Kaarel Tarand voor om de vlag te veranderen van een tricolore in een Scandinavisch Kruis-model vlag, dit met dezelfde kleuren als de huidige vlag. Aanhangers van dit ontwerp meenden dat de huidige vlag Estland het aanzien gaf van een post-Sovjetstaat met een veelgebruikte vorm vlag in Oost-Europa, terwijl een Scandinavisch Kruis de band met de Noordse Landen weer kon geven.
Esten menen zelf meer tot het Scandinavische dan tot het Baltische te behoren. Want ook andere Baltische staten hebben een grote invloed gekend van de middeleeuwse Duitse Ridderordes, dit tot aan Koningsbergen en het Memelland aan toe.
In december 1999 werd dit door de Estse minister van Buitenlandse zaken (en latere president) Toomas Hendrik Ilves in een toespraak uit de doeken gedaan genaamd "Estonia as a Nordic Country" in het Zweeds Instituut voor Internationale Relaties.
Verschillende Scandinavische Kruis-modellen werden gemaakt sinds 1919, toen de staatsvlag officieel ontworpen en gekozen werd. In 1919 zou dit alternatief het afleggen tegen de huidige vlag.

## Geschiedenis

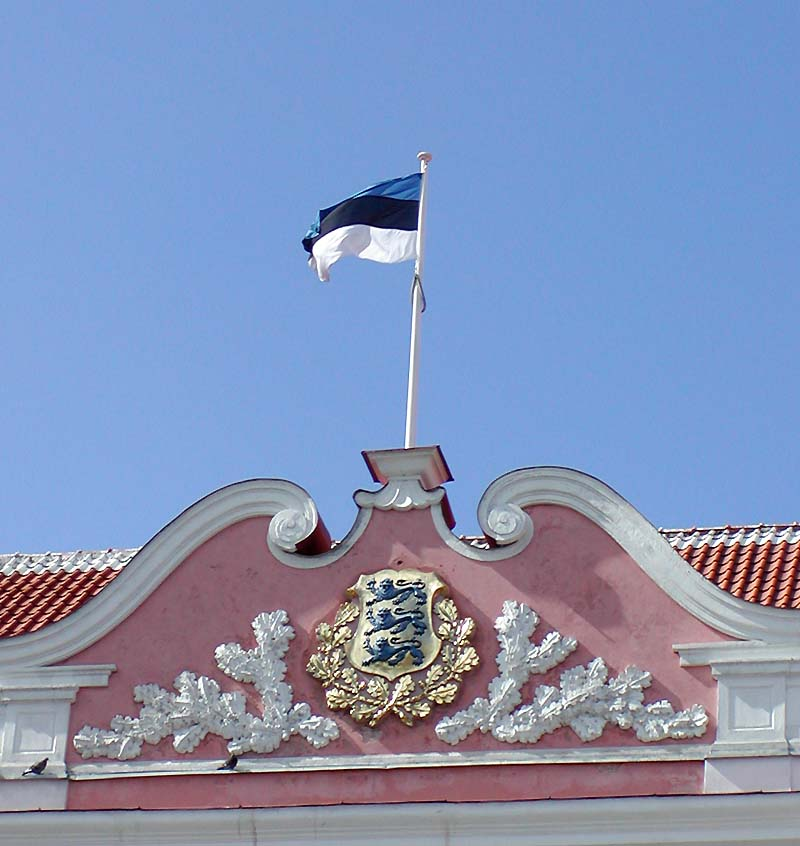
Estse vlag op het parlementsgebouw

### De blauw-zwart-witte vlag
De vlag werd eerst ontwikkeld als de vlag voor de Estse Universiteit Studentenvereniging aan de Universiteit van Tartu. De vlag werd vervolgens geassocieerd met Ests nationalisme en werd gebruikt als nationale vlag toen het land onafhankelijk werd op 24 februari 1918, officieel vanaf 21 november 1918.
De invasie door de Sovjet-Unie in juni 1940 leidde tot het verbod van deze vlag. De vlag werd weggenomen van de toren van Pikk Hermann op 21 juni 1940, toen Estland nog altijd onafhankelijk was. Op 22 juni werd de vlag samen met de Vlag van de Sovjet-Unie gebruikt, tot deze op 27 juni verwijderd werd.
Tijdens de Duitse bezetting van 1941-1944 werd de vlag aanvaard als de etnische vlag van Estland, maar niet als de nationale vlag. Na de onafhankelijkheid van Estland in september 1944 werd de Estse vlag terug gehesen. Op 22 september werd de rode vlag weer gehesen, en niet veel later verdween de Estse vlag opnieuw.
De vlag bleef verboden tot de perestrojka aan het einde van de jaren 1980. Op 24 februari 1989 werd de vlag terug gehesen op de Pikk Hermann toren in Tallinn. De vlag werd terug aangenomen als nationale vlag op 7 augustus 1990, niet lang voor Estland terug onafhankelijk werd.

### Vlag van de Estse Socialistische Sovjetrepubliek
Als deelstaat van de Sovjet-Unie had Estland een eigen vlag in gebruik (zie hieronder). Deze vlag werd aangenomen op 6 februari 1953. Voordien gebruikte de Estse Socialistische Sovjetrepubliek een rode vlag met een gouden hamer en sikkel in de linkerbovenhoek, met daarboven in gouden letters de afkorting ENSV (Eesti Nõukogude Sotsialistlik Vabariik).

? Vlag van het Estse Gouvernement binnen het Russische Rijk (1721-1918)
? Vlag van Gouvernement Riga binnen het Russische Rijk (1721-1918)
Vlag van Estland (1918-1940, 1990-heden)
? Vlag van de Estische SSR (1940-1953)
? ? Vlag van de Estische SSR (ratio 1:2, 1953-1990)
? ? Achterzijde van de Estische SSR-vlag (1953-1990)